# Surfin' maremoto
Surfin' maremoto es el segundo EP lanzado por banda franco-chilena Pánico. Es el segundo y último lanzamiento de la banda bajo el sello EMI.

## Canciones
1. "Playa (Single Mix)" (2:59)
2. "No Me Digas Que No Si Quieres Decirme Que Si" (2:31)
3. "Las Cosas Van Mas Lento (Demo)" (2:02)
4. "Rosita Quiere Ser Una PornoStar (Demo)" (1:48)
5. "Demasiada Confusion (En Vivo)" (1:57)
6. "Miss intoxic Llega a la Disco (En Vivo)" (1:54)
7. "Quiero Estar Anfetaminado (En Vivo)" (1:30)

- Datos: Q6136204